# Derek Lunsford
Derek Lunsford (Petersburg, 14 maggio 1993) è un culturista statunitense.
È un professionista IFBB dal 2017 e ha vinto il Mister Olympia 212 nel 2021 e l'Olympia Open nel 2023, Nel 2025 diventa campione dell'Arnold Classic, diventando il primo atleta a trionfare in tre diverse categorie nell'era moderna.

## Biografia
Derek Lunsford è nato a Petersburg, il 14 maggio 1993 e nell'infanzia ha praticato vari sport fra cui calcio e lotta. Durante l'università ha iniziato ad interessarsi al bodybuilding sotto la guida di James Brown, un personal trainer locale.
Nel 2015 ha debuttato a livello amatoriale ai campionati NPC di Indianapolis dove ha gareggiato e vinto nella divisione Open Welterweight maschile. Ha successivamente continuato ad affermarsi vincendo gli NPC Junior Nationals del 2015 e del 2016, mentre l'anno successivo ha ottenuto la IFBB Pro Card trionfando ai campionati NPC USA.
Ha debuttato a livello professionistico all'IFBB Tampa Pro 2017 gareggiando nella categoria 212 lbs, vincendo la competizione ed ottenendo un invito al Mister Olympia, dove si è classificato quinto sempre nella categoria 212. Nel marzo del 2021 ha iniziato ad allenarsi con Hany Rambod e nel mese di ottobre ha vinto per la prima volta il Mr. Olympia superando Shaun Clarida nella categoria 212.
Nel maggio del 2022 è apparso come ospite all'IFBB Pittsburgh Pro con un peso di 116 kg e nel mese di settembre ha annunciato di aver ricevuto l'invito a partecipare all'Olympia nella categoria Open. Classificatosi secondo dietro al vincitore Hadi Choopan, nel 2023 ha conquistato il titolo superando il rivale iraniano e diventando il primo culturista a trionfare in due diverse categorie nell'era moderna dopo i successi di Franco Columbu nel 1976.

## Vittorie conseguite e piazzamenti
- 2015 NPC Indianapolis Championships – 1º classificato (Welterweight)[4]
- 2015 NPC Junior Nationals – 1º classificato (Welterweight)[4]
- 2016 NPC Junior Nationals – 1º classificato (Middleweight/Overall)[5]
- 2016 NPC USA Championships – 1º classificato (Middleweight)[6]
- 2017 NPC USA Championships – 1º classificato (Light Heavyweight)[6]
- 2017 IFBB Tampa Pro – 1º classificato (Categoria 212)[7]
- Mister Olympia 2017 – 5º classificato (Categoria 212)[8]
- Mister Olympia 2018 – 2º classificato (Categoria 212)[9]
- Mister Olympia 2019 – 2º classificato (Categoria 212)[10]
- Mister Olympia 2020 – 4º classificato (Categoria 212)[11]
- Mister Olympia 2021 – 1º classificato (Categoria 212)[12]
- Mister Olympia 2022 – 2º classificato (Categoria Open)[13]
- Mister Olympia 2023 – 1º classificato (Categoria Open)[14]
- Mister Olympia 2024 – 3º classificato (Categoria Open)